# Wang Haogu
Wang Haogu 王好古 (1200–1264) est un médecin et un expert en pharmacopée de la dynastie Yuan 元. Son nom social est Jinzhi 进之 et son prénom social Hǎizàng 海藏 « Trésor de l’océan ». Il est originaire de Zhao zhou, de nos jours Xian de Zhao 赵县 dans la province du Hebei. Il étudie les classiques et l’histoire et réussit les examens impériaux de jinshi (doctorat). Il apprend aussi la médecine auprès Zhang Yuansu 张元素 et devint médecin lettré. 
Il écrit de nombreux ouvrages médicaux dans lesquels il utilise les concepts de yin yang, de correspondances systématiques (wuxing 五行), conduits/méridiens (jing 经) qui commençaient à être utilisés dans la description de propriétés médicinales des remèdes depuis que l’école de pensée de Yishui 易水 s’en était emparés. 
Pendant plus d'un millénaire, de la dynastie Han à la dynastie Song, les doctrines des correspondances systématiques (développée dans le Huangdi nei jing) et le savoir sur les remèdes naturels (la pharmacopée des bencao 本草) se sont développés en parallèle, avec pratiquement aucune reconnaissance mutuelle. Le XIIe siècle, avec Kou Zongshi et Wang Haogu, marque un tournant, avec l'introduction d'une pharmacologie des correspondances systématiques dans la littérature des matières médicales (Paul Unschuld, 2018).

## Biographie
Wang Haogu étudie dès sa jeunesse les classiques et l’histoire. Plus tard, il se forme aussi à la médecine, en compagnie de Li Gao 李杲, son aîné de 20 ans, auprès du maître Zhang Yuansu 张元素 puis poursuit ses études auprès de son condisciple Li Gao .
Il réussit aussi le niveau le plus élevé des examens impériaux, le jinshi 进士, à un jeune âge, ce qui en a fait aux yeux de Li Shizhen un brillant disciple de Li Gao mais aussi un médecin lettré. Il maîtrisa les enseignements de Zhang Yuansu et Li Gao, et devint finalement une autre figure importante de l’école de pensée de Yishui 易水学派. Ses idées académiques, en particulier ses théories sur les maladies yin (yīnzhèng 阴证), étaient uniques et ont attiré l’attention de beaucoup. Elles ont eu une influence significative parmi les générations ultérieures de praticiens médicaux, notamment Li Shizhen.

## Œuvres
Wang Haogu a beaucoup écrit au cours de sa vie. On lui doit
- Tangye bencao 汤液本草 « Materia medica des décoctions ». Date de composition: 1298. Volumes: 3 juan. Cet ouvrage est un des premiers essais de l’époque Song-Jin-Yuan 宋金元 pour créer une pharmacologie basée sur les doctrine yin yang et des Cinq phases (wuxing 五行). C’est une tentative unique de catégoriser les remèdes selon la théorie des correspondances systématiques des wuxing. Wang Haogu cite le Yao lei fa xiang 药类法象 « Classification des drogues réfléchies dans la loi [des Correspondances systématiques] » et Yong yao xin fa 用药心法 « Méthode centrale d’utilisation des drogues », le Yong yao fa xiang 用药法相 de Li Gao 的是 et des œuvres de Zhang Yuansu. Le texte donne des informations sur les interactions de remèdes et les deux derniers juan contiennent des discussions simples mais précises sur 228 remèdes. Le résultat est une des principales materia medica de la période Yuan, très estimée par Li Shizhen qui la cite 281 fois[1].
- Yi jia da fa 医家大法 « Les lois fondamentales des experts médicaux ». Livre illustré sur la théorie médicale. Autre nom Yī yǐn tāng yè zhòng jǐng guǎng wéi dàfǎ 伊尹汤液仲景广为大法. Date de composition: 1294. Volume: 4 juan. Le livre est composé de diverses élaborations théoriques sur divers sujets de médecine, tels que types de recettes, émotions, conduits et vaisseaux en réseaux, ou les racines et les symptômes des maladies. Il comporte quelques illustrations d’organes internes avec des points d’acupuncture. Li Shizhen désigne ce livre par Yi jia da fa dans sa section bibliographique[1].
- Yi lei yuan rong 医垒元戎 « Les commandants suprêmes des remparts médicaux », écrits cliniques. Date de composition 1237. Taille 12 juan. Le texte est organisé en fonction des 12 conduits (jing 经). Il décrit en premier les effets pathogènes du froid (shang han 伤寒, maladie fébrile exogène[n 1]) puis donne des informations sur diverses maladies. Chaque discussion est suivie de recettes appropriées. Le texte est basé sur les théories de Zhang Zhongjing 张仲景, Li Gao 李杲, Zhang Yuansu 张元素 et cite aussi beaucoup He ji ju fang 和剂局方[1].
- Yin zheng lüe li 阴证略例 « Brefs exemples de signes de maladies yin ». Traité spécifiquement consacré aux maladies de nature yin causées par le froid pathogène shanghan 伤寒. Rédigé en 1243. Volume: 1 juan. Il rassemble des cas de maladies yin causées par le froid, analysées par les auteurs essentiels et avec l’ajout de ses propres réflexions. Le texte donne 30 entrées, chacune donnant les symptômes, les traitements pharmaceutiques, les discussions, et les différentiations[1]. Ce livre a d'abord été inclus dans l'œuvre Ji Sheng Ba Cui (《济生拔粹》) de Du Sijing pendant la dynastie Yuan. Plus tard, pendant la dynastie Qing, Lu Xinyuan a publié ce livre dans la collection "Shi Wan Juan Lou Cong Shu" (十万卷楼丛书)[réf. nécessaire].
- Ban lun cui ying 癍论萃英 « Quintessence condensée des discours sur les lésions [cutanées] ». Date de composition: XIIIe. Volume: 1 juan. Texte médical consacré entièrement aux « papules de la variole » (dou zhen 痘疹)[1]
- Ci shi nan zhi 此事难治 « Ces choses difficiles à connaître ». Date de composition: 1306.Volume: 2 juan. Livre centré sur la discussion des dégâts causés par le froid. Quelques auteurs considèrent qu’il a été écrit par Li Gao lui-même, et qu’il fait donc partie de la collection Dong yuan shi shu 東垣十书 « Les dix livres de [Li] Dongyuan ».
- Qian shi bu yi 钱氏补遗 « Supplément [aux travaux de] M. Qian ». Texte de pédiatrie perdu. Date de composition: XIIIe siècle. Volume: 1 juan. Le titre implique que le texte était un supplément Xiao er zheng zhi jue 小儿药证直觉 « Instructions directes pour le [traitement] médicinal des signes de maladies chez les enfants » de Qian Yi 钱乙[1].
- etc.

## Exemple
Li Shizhen cite Wang Haogu 268 fois dans son œuvre magistrale Bencao gangmu de 1593. Ainsi, dans l’entrée danggui 当归 / 當歸 sur l'angélique de Chine (Angelica sinensis), la citation de Wang Haogu propose un mécanisme d’action du remède danggui par l’intermédiaire des conduits:
 :« Il entre dans les conduits main mineur yin [shou shao yin 手少阴] parce que le cœur qui est relié à eux génère le sang. Il entre dans les conduits pied majeur yin [zu tai yin 足太阴] parce que le foie qui est relié à eux stocke le sang. L’extrémité [de la racine dangui] brise le sang [stagnant]. Le corps [de la racine] peut nourrir le sang. Quand on l’utilise dans son entier, comme [les racines] de ginseng et d’astragale, il supplémente le qi et génère le sang. » (trad. Paul Unschuld).
Les médecins en empruntant des notions naturalistes comme celles de qi  气, ou de conduits jing 经, pour construire un système rationnel de principes abstraits et de correspondances systématiques, ont pu élaborer des explications naturalistes sur l’efficacité des drogues ou l'origine des maladies, sans recourir aux forces surnaturelles des premiers siècles, qui étaient très liées aux préoccupations des alchimistes taoïstes de l’époque. Il restait toutefois à trouver une base empirique solide à ces notions de qi ou de conduit - ce qui n’a toujours pas été fait !